# Iván Pavlovski
Iván Pavlovski (Bielorrusia, 2 de diciembre de 1976) es un gimnasta artístico bielorruso, medallista de bronce mundial en 1999 en el concurso por equipos.

## 1999
En el Mundial de Tianjin 1999 consigue la medalla de bronce en el concurso por equipos —por detrás de China (oro) y Rusia (plata)—, siendo sus compañeros de equipo: Ivan Ivankov, Dimitri Kaspiarovich, Alexander Kruzhylov, Vitaly Rudnitski y Alexander Shostak.